# ある愛へと続く旅
『ある愛へと続く旅』（あるあいへとつづくたび、Venuto al mondo）は2012年のイタリア・スペイン合作のドラマ映画。
マルガレート・マッツァンティーニのベストセラー小説『Venuto al mondo』を夫であるセルジオ・カステリット監督が映画化した作品である。マッツァンティーニの小説をカステリットが監督して映画化した作品としては本作と同じくペネロペ・クルスを主演に起用した『赤いアモーレ』（2004年）がある。

## ストーリー
1990年代のボスニア・ヘルツェゴビナ紛争を背景に、アメリカ人写真家の男性とイタリア人女性の愛と、彼の忘れ形見である1人息子の誕生の裏に秘められた真実と戦争の悲劇を描く。

## キャスト
- ジェンマ: ペネロペ・クルス - イタリア人女性。
- ディエゴ: エミール・ハーシュ - アメリカ人写真家。ジェンマの夫。
- ゴイコ: アドナン・ハスコヴィッチ - サラエヴォ在住のジェンマらの旧友。
- アスカ: サーデット・アクソイ（英語版） - ミュージシャンを目指している女性。イスラム教徒。
- ピエトロ: ピエトロ・カステリット（イタリア語版） - ディエゴとジェンマの1人息子。16歳。
- 精神分析医: ジェーン・バーキン
- ジュリアーノ: セルジオ・カステリット - ジェンマの現在の夫。軍人。
- ファビオ: ヴィニーチョ・マルキオーニ - ジェンマの最初の夫。

## エピソード
主人公の息子ピエトロを演じたピエトロ・カステリットは監督のセルジオ・カステリットと原作者のマルガレート・マッツァンティーニの実子である。

## 作品の評価
Rotten Tomatoesによれば、24件の評論のうち高評価は17%にあたる4件にとどまっており、平均して10点満点中4.20点を得ている。